# بركة يقابل بركة
بركة يقابل بركة هو فيلم كوميديا دراما سعودي أُنتج سنة 2016 من إخراج وكتابة محمود صباغ. الفيلم من بطولة هشام فقيه وفاطمة البنوي.
رشحت الجمعية العربية السعودية للثقافة والفنون الفيلم لتمثيل المملكة للمنافسة على جائزة الأوسكار لأفضل فيلم أجنبي التي تُقدمها أكاديمية فنون وعلوم الصور المتحركة، كثاني فيلم سعودي ينال هذا الترشيح بعد فيلم وجدة للمخرجة هيفاء المنصور.

## القصة
في ظل مناخ اجتماعي متزمت ومعادي للعلاقات الرومانسية بكافة أشكالها، يعمل بركة (هشام فقيه) موظفًا في بلدية جدة وممثلًا هاويًا يتدرب لتقديم شخصية أوفيليا في مسرحية (هاملت)، ويقابل في يوم من الأيام فتاة جذابة تقوم بنشر فيديوهات باستمرار عبر حسابها على إنستجرام، وتدعى بركة (فاطمة البنوي)، ومعًا يحاولا التحايل على القوانين الرجعية التي تحيط بهما وسلطة الشرطة الدينية التي تبسط نفوذها على كل مناحي الحياة.

## طاقم التمثيل
- هشام فقيه بدور بركة.
- فاطمة البنوي بدور بركة/بيبي.
- عبد المجيد الرهيدي بدور مقبول.
- سامي حنفي.

## الجوائز والترشيحات
في أغسطس 2016، رشحت الجمعية العربية السعودية للثقافة والفنون الفيلم لتمثيل المملكة للمنافسة على جائزة الأوسكار لأفضل فيلم أجنبي التي تُقدمها أكاديمية فنون وعلوم الصور المتحركة. وفي أكتوبر 2016، أعلنت الأكاديمية قبولها الرسمي لترشيح الفيلم في سباق أوسكار أفضل فيلم أجنبي لعام 2016، حيث جاء الفيلم ضمن قائمة طويلة شملت 85 فيلماً عالمياً كشفت عنها الأكاديمية تعبر عن الاختيار الرسمي لمنظمي الأوسكار.

## وصلات خارجية
- بركة يقابل بركة على موقع IMDb (الإنجليزية)
- بركة يقابل بركة على موقع روتن توميتوز (الإنجليزية)
- بركة يقابل بركة على موقع نتفليكس (الإنجليزية)
- بركة يقابل بركة على موقع قاعدة بيانات الأفلام العربية
- بركة يقابل بركة على موقع ألو سيني (الفرنسية)
- بركة يقابل بركة على موقع أول موفي (الإنجليزية)
- بركة يقابل بركة على موقع فيلمافينيتي (الإسبانية)
- بركة يقابل بركة على موقع قاعدة بيانات الفيلم (الإنجليزية)
- بركة يقابل بركة على موقع ليتربوكسد (الإنجليزية)
- بركة يقابل بركة على موقع كينوبويسك (الروسية)